# Brzeziny (Ryki)
Pour les articles homonymes, voir Brzeziny.
Brzeziny (prononciation [bʐɛˈʑinɨ]) est un village de la gmina de Stężyca du powiat de Ryki dans la voïvodie de Lublin, situé dans l'est de la Pologne.
Il se situe à environ 21 kilomètres à l'est de Stężyca (siège de la gmina), 8 kilomètres à l'ouest de Ryki (siège du powiat) et 67 kilomètres au nord-ouest de Lublin (capitale de la voïvodie).
Le village comptait approximativement une population de 460 habitants en 2007.

## Histoire
De 1975 à 1998, le village est attaché administrativement à l'ancienne voïvodie de Lublin.
Depuis 1999, il fait partie de la nouvelle voïvodie de Lublin.